# Valenzuela (Córdoba)
Valenzuela is een gemeente in de Spaanse provincie Córdoba in de regio Andalusië met een oppervlakte van 19 km². Valenzuela telt 1.208 inwoners (1 januari 2016).

## Demografische ontwikkeling
Bron: INE, 1857-2011: volkstellingen